# NoGoD
NoGoD（ノーゴッド）は、日本のヴィジュアル系ヘヴィメタルバンド。事務所はART POP ENTERTAINMENT、レコード会社はインディーズ時代は所属事務所の内部レーベルである寺子屋に所属していたが、2010年メジャーデビューに伴いキングレコードHR/HM名門レーベルNEXUSに移籍。

## 概要
2005年初頭、「神の啓示を受けた団長が使徒を招集しうっかり結成」という設定で、団長とアキを中心に結成。ライヴを「布教」、ファンを「信者」、曲を「教え」、差し入れを「お供え物」と呼ぶなど『新興宗教楽団』としての世界観を持ち、奇抜な白塗りメイク、怪物をイメージした左手（神の手）、マイクを聖書に挟むスタイルで「我々は俗に言うバンドではない。我々は宗教団体である。教えを広めるためだけに存在している」という演出のもと布教活動を行い、音楽とエンターテインメントが融合した『新興宗教楽団NoGoD』を確立して行った。メジャーデビューに伴いバンド名を『NoGoD』に改めた後も「布教」「信者」という表現が使われている。
バンド名は「人は生きて行く支えになる何かを信じれば、それがその人の神になりえる。誰かの支え(神)のようなものに自分達がなれれば」「信じるものが一つあればそれを神様にすればいい。何も信じられないならあなたの神様になるから、どうか希望を捨てないでください」という意味を込めて団長が付けたもので、実際の新興宗教や無神論とは関係がなく、宗教自体を否定するものではないと説明している。団長自身は無神論者であることをたびたび公言しており、2013年2月にインタビューでバンド名の由来について問われた際、「若い頃は神の啓示がうんぬんと言っていたが、最近は楽曲を深く聴いてもらえることが多いため、きちんと答えなければならないと思っている」と述べている。
ヴィジュアルの奇抜さと団長のキャラクターゆえ色物的に捉えられがちであるが、ヴィジュアル系をルーツに持つメンバーがほとんどおらず、ヴィジュアル系に対するこだわりはないとしている。メンバー各々のテクニックは非常に優れており、実際の音楽性はコンセプトとは裏腹にHR/HMをベースにロック、プログレ、フュージョン、エモ、ファンク、ジャズ、ポップスなど多ジャンルを幅広く手掛ける。「メッセージソングがやりたかった」と団長が語るように、日本語によるメッセージ性の強い歌詞にもこだわっている。

## 来歴
2005年2月、Dagger Remain（ダガーリメイン）の元メンバー、ヴォーカルの団長とギターのアキを中心に『新興宗教樂團NoGoD』として結成。実験的にライヴ活動を展開しながら、数回のメンバーチェンジを経て、ギターのKyrie、ベースの華凛、ドラムスのKのメンバーで、10月19日、赤坂L@Nにて初ライヴを行う。
2006年2月、ミニアルバム『天罰円盤』をリリース。シングル「赫布教」リリースに先立ち、6月20日に池袋CYBERにて初ワンマンライヴを行う。夏、インディーズレーベルの所属事務所ART POP ENTERTAINMENTと契約。11月29日に原宿アストロホールでワンマンライヴを行った。12月に村井研次郎（ex.SEX MACHINEGUNS、ex.cali≠gari）をサウンドプロデューサーに迎えて制作したミニアルバム『神無布教』をリリース。
2007年5月、シングル「アトリア」をリリース。7月24日、オリジナルメンバーであったアキが脱退。同月28日にShinnoが加入し、Shibuya O-EASTのイベントライヴを開催する。。10月に初のワンマンツアー『NoGoD 〜五大都市単独大布教行脚〜「神無天昇珍道中」』を開催。
2008年4月、ファーストアルバム『夢幻教』をリリース。ワンマンツアー『NoGoD 単独大布教行脚 -2008-「夢幻の如く也」』を開催し、ツアーファイナルの7月13日、東京九段会館にて初のホールワンマン公演を行う。10月、11月の2枚のマキシシングルリリースにより全国ツアー『NoGoD全国行脚 -FALL IN 2008-「碧色の世界 -アヲイロノセカイ-」』を開催。同年末にはメンバー念願のファンクラブ『神無信者組』を発足した。また、この年に行われた欧州のJ-ROCKファンによる2008年調査で「最も有望な新人バンド」50のうち8位に選出される。
2009年2月、セカンドアルバム『極彩色』をリリースし、全国ツアー『ONE MAN TOUR -2009-「極彩色」』を開催。9月にミニアルバム『羅針盤』をリリースし、2度目の全国ツアー『ONE MAN TOUR -2009-「生命航路」』（12カ所）を開催。11月14日に東京キネマ倶楽部で行われたツアーファイナルでメジャーデビューを発表し、キングレコードとメジャーレーベル契約を締結した。
2010年、メジャーデビューに伴いバンド名表記を『NoGoD』と改める。5月23日に『Major 1st Action 〜東京単独大布教〜【カクセイ】』と題して、Shibuya O-WESTでお披露目ライヴを行い、6月9日、シングル「カクセイ」のリリースを以てキングレコードより「うっかりメジャーデビュー」。8月1日、台湾公演の『NoGoD 台北演唱會「KAKUSEI」』を行う。サードアルバムでメジャーデビューアルバムとなる『欠片』を8月4日にリリースし、全国ツアー『NoGoD ONE MAN TOUR -2010-「欠片」』を開催。同アルバムはドイツのレーベルCLJ Recordsによって『Kakera』（Fragments）として欧州でも発売された。
2011年、4月「Raise a Flag」、7月「神風」のシングルをリリース後、8月3日にメジャー2枚目のアルバム『現実』をリリース。9月から全国ツアー『神無単独大布教 -全国行脚2011-「現実 -stage-」』を開催した。
2012年2月、『NoGoD 10TH GAME』ツアーを開催。クラブチッタで行われた3月24日のツアーファイナルは、ライヴDVD『THE 10TH ATTACK〜LIVE TOUR 2012 THE 10TH GAME -FINAL-』に収録され、7月4日にリリースされた。10月にシングル「STAND UP!」リリースにより、全国ワンマンツアー『NoGoD ONE MAN TOUR -2012- "STAND UP & SHOUT!!!!!!"』を開催し、新宿BLAZEでツアーファイナルを行う。
2013年、メジャー3枚目のアルバム『V』を2月6日にリリースし、過去最長のワンマンツアー『NoGoD ONE MAN TOUR -2013-【V-21 SHOW TIMES】』（21公演）を開催、LIQUID ROOM EBISUでツアーファイナルを行う。7月「神髄 -FRONTIER-」、9月「神髄 -THE POWER-」の2作連動シングルリリースにより、全国ワンマンツアー『NoGoD ONE MAN TOUR -2013 AUTUMN-【神髄】』（16公演）を開催し、赤坂BLITZにてツアーファイナル。12月に予定されていた英国とドイツでのヨーロッパツアー『NoGod first Europe tour -Shinzui-』は中止となった。
2014年、コンセプトミニアルバム『四季彩』を3月5日にリリースし、2マンツアー（14公演）とワンマンツアー（7カ所）を開催。7月、フランスのパリ・ノールヴィルパント展示会場で開催された第15回Japan Expoに出演。9月17日にメジャー4枚目のアルバム『Make A New World』をリリースし、ワンマンツアー『TOUR -2014- AUTUMN Follow Your World』（19公演）を開催した。
2015年、NoGoD結成10周年、メジャーデビュー5周年を迎え、4月8日に2枚組ベストアルバム『VOYAGE 〜10TH ANNIVERSARY BEST ALBUM』をリリース。これまでで最大規模のワンマンツアー『NoGoD 10th ANNIVERSARY TOUR -2015-【BON VOYAGE -ROUND 33 PLACES-】』（33公演）を開催。10月2日から三日間にわたり、渋谷チェルシーホテルにて10th ANNIVERSARY SPECIAL3DAYSと題し【Chronicle 2005-2009】、【Chronicle 2010-2012】、【Chronicle 2013-2015】を開催。各年代の曲を当時の衣装で演奏した。11月から12月にかけて、10th ANNIVERSARY企画最終章【 The 10th GAME -SEASON Ⅱ- 】（10公演）を開催。
2016年、3月30日にメジャー5枚目のアルバム『Renovate』をリリースし、4月9日よりワンマンツアー『NoGoD TOUR-2016-
【 Renovation 】』（20公演）を開催した。
6月29日にはカナダのトロントにて J-rock North、7月2日はカルガリーで Otafest2016 に参加しライブを行った。10月15日には配信限定シングル『Passion Play』をリリース、同日より『NoGoD MONTHLY ATTACK-Ⅰ-【 PASSION-激情- 】』(3公演)、10月16日には幕張メッセにて行われたVISUAL JAPAN SUMMITに参加(団長は14日にX SUGINAMIとしても参加)。11月12日には同じく配信限定シングル『emotional disorder』をリリースし『NoGoD MONTHLY ATTACK-Ⅱ-【 EMOTION-情感- 】』(3公演)を開催。
2017年、1月から睦月旅情’17～西へ向かって走りますよ。～(8公演)、3月にはNoGoD PRESENTS-2MAN 5DAYS-【D2M5D】と題し5日間の2MANライブ、4月21日には『THE POWER』以来、約4年ぶりとなるニュー・シングル『Missing』をリリース。 4月22日からは『NoGoD-2017-SPRING ATTACK【 W/O-U 】』(6公演)、7月26日にはシングル『Arlequin』、9月20には10周年の集大成となるフルアルバム『proof』をリリース。9月30日から12月にかけて『NoGoD TOUR-2017-AUTUMN –[ prúf ]』を札幌から鹿児島まで全21公演開催した。
2018年、1月11日、ベースの華凛が４月のライブをもって脱退することを発表。1月は睦月旅情’18～西へ向かって走っちゃえ!～(7公演)、FC限定で2月14日は神無!!女塾 ～女信者限定布教～、翌15日には神無!!男塾 ～男信者限定布教～が開催された。4月6日新宿ReNYでの『NoGoD SPRING ATTACK-2018-『 walk 』』が華凛脱退ライブとなる。
脱退以降はメトロノームのリウ、SEX MACHINEGUNSのSHINGO☆、DEATHGAZEの孝介、Kraの結良、アルルカンの祥平、sukekiyoのYUCHI、NOCTURNAL BLOODLUSTのmasa、cali≠gariの村井研次郎、SABER TIGERのhibikiをゲストベーシストとして迎え、NoGoD PRESENTS-SPECIAL 2MAN 5DAYS-【D2M5D】(5公演)、ART POP ENTERTAINMENT主催である夏の恒例ツアー、「CRUSH OF MODE」などを開催し、9月末より12月23日NoGoDスペシャル単独大布教団長生誕祭’18～生まれ故郷で愛を叫ぶ～まで、音源製作に入る。
2019年、4月10日にミニアルバム『神劇（しんげき）』を発売。4月20日『「神劇」発売記念イベント ～アルバム再現プレミアムショーケース～』皮切りにイベント「NoGoD PRESENTS-SPECIAL 2MAN 5DAYS-【D2M5D】」、5月11日から「NoGoD ONE MAN TOUR -2019-」東名阪、9月7日より9県、11公演を行う「NoGoD ONEMAN TOUR-2019 AUTUMN-『神劇ノ宴-第二幕-』」、11月10日からは東名阪を回る「NoGoD ONEMAN TOUR-2019 FINAL ATTACK-『Curtain Rises』」開催し大盛況で幕を閉じる。
2020年、結成15周年、メジャーデビュー10周年を迎え、全国ワンマンツアー『NoGoD 15th ANNIVERSARY ONE MAN TOUR-2020-「Ism」』を1月11日から全15本公演を開催するも新型コロナウイルス蔓延による緊急事態宣言発令により苫小牧、札幌、大阪、そしてツアーファイナル東京公演が延期からの中止となる。同ツアーでは会場限定シングル「helix」を発売、シュールレアリズムをテーマにした「Dépaysement」「DADA」「Es」「優美な死骸」の4曲を制作、来場者限定で無料配布した。
8月15日にツアーファイナルを有観客迎える予定だった横浜BAYHALLにて「NoGoD 15th ANNIVERSARY ONE MAN TOUR-2020-GRAND FINAL『Ism』」と題し無観客配信ライブを開催、2021年4月から11月にかけ東名阪を舞台にしたワンマンシリーズ『NoGoD Chronicle 2005-2020【Review】feat.？東名阪』を行うことを発表。
8月30日に行われた所属事務所の恒例イベント『CRUSH OF MODE』がTwitterJAPANのトレンド1位になり合わせ『NoGoD』もトレンド入りを果たす。
2021年、有観客で開催されるはずだった「NoGoD Chronicle 2005-2020【Review】feat.？東名阪」東名阪ツアー延期からの中止を発表。4月より8ヶ月連続アルバム再現配信ライブ『NoGoD Chronicle【Review】』を無観客配信で開催。
9月1日にギターのKyrieが2022年2月22日開催の"NoGoD単独大布教-22222-「天中殺」"(東京・中野サンプラザホールにて約2年振り有観客ラストライブ)をもって脱退する事が発表される。NoGoD史上最も少ないライブ本数の年となる。
2022年、1月24日ギターのしんのが新型コロナウイルス感染を発表。更に2月22日に開催する予定だった『NoGoD単独大布教-22222-「天中殺」』東京・中野サンプラザホールが団長の新型コロナウイルス感染により延期。4月28日の約２年振り有観客ライブをもってKyrieが脱退、現体制ラストライブとなり新体制活動準備期間に入る。
8月30日所属事務所の恒例イベント『CRUSH OF MODE-ENDLESS SUMMER’22-』KT Zepp Yokohamaにて新生NoGoD始動。長年サポートを務めていたベースのhibikiが正式加入し、Iyoda Koheiがサポートギターとして参加する事を発表。
約2年9ヶ月振りに有観客ワンマンツアーNoGoD TOUR-2022-「Renatus」が開催、同日に現体制初の音源「I.A.N」を会場限定でリリース。11月25日より7ヶ所1都6県を周り12月23日ボーカル団長の生誕祭にて大盛況でツアーを終える。
2023年、
前作「神劇」以来となる約4年ぶりのニュー・アルバム『NoW TESTAMENT』が4月21日にリリース、それにともないNoGoD ONE MAN TOUR-2023-【 NoW TESTAMENT 】を４月•５月にかけ開催。新体制になった事でより一層勢力的な活動を開始、６月にはBATTLE 2MIX-2023-YOKOHAMA 7DAYS【 7★GAMES 】7日間連続2マンイベントを開催、7月•8月は所属事務所のイベントツアーで全国各地を回り、9月には『NACK5 35th Anniversary&BEAT SHUFFLE 25th Anniversary Live ～ビッフル・ア・ゴーゴー!～』に出演。
10月から12月にかけて全国を巡る"ONE MAN TOUR-2023Ⅱ「EVoLVING RELIGIoN」"を開催、合わせ会場限定シングル『Dirty & Beauty』を発売した。
同年12月23日にはバンドの創設者ボーカルの団長の生誕祭’23「四十祭」が開催、自身が40歳を迎え改めてファンへの拝謝とバンドの存続を図る事を強く宣言した。
2024年、2月12日を皮切りに3ヶ月に渡りNoGoD BLASTIC STAGE 横名阪2DAYS【RARE MATERIAL】<-LIGHT STAGE-><-DARK STAGE- >を約12年振りに開催。MVとなり脚光を浴びた楽曲たちを<LIGHT>、ライブであまりやることの無い影に隠れがちな楽曲たちを<DARK>と位置付け、各々の魅力を存分に引き出した。
4月10日、2013年にリリースしたコンセプト・シングル『神髄-FRONTIER-』と『神髄-THE POWER-』の後継となる作品『神髄-OMNIBUS-』をリリース。
4月14日から全国12ヵ所を巡るNoGoD ONE MAN TOUR-2024-【omnibus】 を開催するが、5月24日に大阪市中央区心斎橋のライブハウスで、翌25日に神戸市中央区のライブハウス「VARIT」でそれぞれライブを予定していたが、5月23日に「VARIT」に対し、両ライブハウズを対象とした爆破予告の電子メールが送り付けられ、NoGoDは両ライブを中止した。NoGoDは兵庫県警察に被害を相談している。NoGoDとしては、来場者の安全を考慮して中止を決めたとしている。
6月7日より所属事務所経営のライヴハウス Music Lab.濱書房にて各メンバーがプロデュースするプレミア2デイズ公演『横濱エキセントリック・シアター"』を開催、6月から11月に渡りレア・セットリストのワンマン、対バン等々で各メンバーが思い思いの2日間をプロデュース。その間にも7月から9月まで『CRUSH OF MODE-ENDLESS SUMMER'24-』、10月24日【路地裏サーチライト】味園ユニバース、11月26日『Monkey presents MONKEYフェス』ZeppSapporo等のイベントやフェスに出演。
12月21日、Performance for Step towards 20th anniversary「川崎エキセントリック・シアター」を川崎CLUB CITTA'にて開催。来年バンド結成20周年イヤーを迎えるにあたり意気込みと喜びを語った。

## メンバー
団長（だんちょう、Vocal）【メンバーカラー 赤】
1983年12月23日生まれ、埼玉県さいたま市(旧岩槻市)出身。唯一のオリジナルメンバー。本名は濱守 康太郎。
高校2年の時にヴォーカルを頼まれ文化祭で歌ったことで歌に対する意識が高まり、バンドを組むためにESPミュージカルアカデミーへ入学。卒業後にメタルの道へ進んだが、スタイルを重んじるメタルというジャンルでの活動に限界を感じるようになり、在籍していたバンドの解散を機にヴィジュアル系に転向。ヴィジュアル系バンドSCISSORから自分がやりたい方向性を見い出し、2005年2月にNoGoDを結成した。
影響を受けた音楽はメロコア、パンク、ハードコア。J-POPからメタルまで聴く音楽はメロディを重視する。筋肉少女帯の大槻ケンヂからの影響を語っている。
「埼玉一ハイトーンが出る男」を自称している通り、ハイトーンのクリーンボイスが特徴。
2013年に自身初の冠番組『NoGoD団長のオールナイトニッポン0(ZERO)』のパーソナリティを務める。
2014年2月、アーティストブック『団長魂』を発売。6月に団長フェス「BIG MOUTH ROCK FESTIVAL -2014-」を主催
2020年6月 自身初のソロ・アルバム『凡人歌集』をリリースし12月に写真集「humorous clown」を発売する。
アーティスト活動に留まらず、アイドルプロデュース、司会業、有名アニメーション映画の歌吹替え、TV出演など幅広く活動中。
Shinno（しんの、六弦団員：Guitar）【メンバーカラー 緑】
1月8日生まれ、A型。秋田県出身。2007年にNoGoDに正式加入。ミューズ音楽院出身。
下手ギター担当。メインの使用ギターはESP SNAPPER 珠蝶(じゅちょう)オリジナルモデルとESP SNAPPER 緋蝶（ひちょう）オリジナルモデル。職人寄りで音作りなどのこだわりが強く洗練された透明感の強い音が特徴、タイトなカッティングプレイなどを得意としライブパフォーマンスにも長けている。
ギターの機材やパーツ、構造に詳しく、調整や製作、改造も自ら行う。エフェクターなど機材にも詳しい。
K（けい、太鼓団員：Drums）【メンバーカラー 黄】
9月4日生まれ、B型。埼玉県出身。2006年6月24日にNoGoDに正式加入。
ESPミュージカルアカデミー出身で、団長の後輩。最初のサポートドラムが辞めた時に団長に頼まれ、サポートで参加。2005年10月に華凛の正式加入後バンドが軌道に乗ると、自ら申し出てNoGoDに加入した。温厚なキャラクターとライブでの激しいドラミングのアンバランスさが面白く、変拍子の楽曲、BPM200越えの曲も難なくこなす。
使用ドラムはPearl Drums Classic Mapleのセットをベースにバスドラムが24″、タムが10″と12″、フロアタムが16″。さらに6×12″と6×15″の2つのキャノンタムもセットされている。スネアは14″。ヘッドはいずれもEvans製でスネアとタム類にはUV2、キャノンタムにはEC2 Clear、バスドラムにはEMAD2 Clear。シンバルはSabian製でその多くがAAXシリーズを使用している。Splash 8″、Crash 16″、重ねスプラッシュ（Splash 10″＆China Kang 10″）、Crash 18″、Holy China 17″、O-Zone Crash 16″、Ride 20″。スティックはPromark TXR747N、ペダルはPearl Demonのツインペダルを使用。
hibiki（ひびき、五弦団員：Bass）【メンバーカラー 紫】
1月3日生まれ、AB型。東京都出身。2018年4月よりサポートベーシストを務めていたが2022年7月30日にNoGoDに正式加入。LIGHT BRINGER（ライトブリンガー）ALHAMBRA（アルハンブラ)、Mardelas（マーデラス）、Silex（サイレックス)等HR/HMシーンでの活動を経て現在はSABER TIGER(サーベルタイガー)とNoGoD(ノーゴット)での活動を中心に国内外問わず様々なライブ、RECサポートやセッション活動も行っている。高い技術とセンスを誇る日本屈指の変態プレーヤーである。2020年3月にはキャリアを総括するソロアルバム「HANDS OF PROVIDENCE」をリリース。
使用ベースはESP製でESP AMAZE Custom、Edwards E-AM Customの2本、ボディには自身が好きだという狐のシールを貼っている。また無類の将棋好きでもある。
Iyoda Kohei（いよだ こうへい：サポートギター）【メンバーカラー 青】
1998年2月25日生まれ、A型。愛知県出身。2022年8月30日よりNoGoDのサポートギターを務める。MI JAPAN TOKYO出身。HIZAKI(Versailles/Jupiter)が代表を務めるレーベルzenorecords所属。THE GENIUS ORCHESTRATIONでバンド活動をしつつANCIENT MYTH、NoGoD、Imperial Circus Dead Decadenceなどでサポート、レコーディング業に携わり、ギター講師など多方面で活躍している。テクニックも申し分ない卓越したプレイヤーである。
使用ギターはESP HORIZON-II IYODA Custom、在学中から師事していた藤岡幹大が実際に使用していたESP E-II HORIZON FR-7 も使用している。

### 旧メンバー
アキ（六弦団員：Guitar） 2007年7月24日脱退
10月19日生まれ　O型
KANA、Dagger Remainのメンバーであるアンドゥと共にPIECElangで活動後、-dist-も脱退。
2013年、個人で活動している（アキセッション）。
KANA（Bass）2005年10月脱退
1月14日生まれ　O型
PIECElangで活動中。
想夢（そうむ、Guitar）2005年7月脱退
8月15日生まれ　O型
脱退後、ホテルシニガミ、FeaDiorで活動。
華凛（かりん、五弦団員：Bass）
6月20日生まれ、A型。東京都出身。2005年10月19日にNoGoDに正式加入。2018年4月6日 新宿ReNY公演を最後に脱退。
ギターのKyrieとは中学・高校の同級生。中学でベースを始めて4ヶ月で5弦ベースを手にする。付属大学在学中にアニメタルの坂本英三から紹介を受け、CANTAのMASAKIに師事。オリジナルのメタルバンドをやっていた時にKyrieからNoGoDに誘われ、掛け持ちで活動を始めたが、NoGoDが忙しくなったためメタルバンドを辞め、大学も2年で中退しNoGoDの活動に専念した。
元女形ベーシストで、プレイスタイルは指弾き、スラップ、タッピングなど。メインのスタイルは親指から薬指までを使ったマルチフィンガー。複雑な運指を駆使する楽曲でもライヴでは笑顔を崩さず演奏し、「ピロピロ隊」として上手ギターのKyrieと互角の高速タッピングを披露することも。
使用ベースはXOTiC XJのオリジナルモデル。初のシグネイチャーベースが発売された。以前はESPカスタムモデルを使用していた。
2009年にテレビアニメ『鋼殻のレギオス』のために結成されたバンドChrome Shelledに参加。
Kyrie（きりえ、七弦団員：Guitar）
11月29日生まれ、B型。東京都出身。2005年8月18日にNoGoDに正式加入、リーダーを務める。愛称は「巨匠」「キリエッティ」。
NoGoDの全ての編曲を担当する。NoGoD単独大布教-22222-「天中殺」中野サンプラザホール(2022年2月22日開催予定だったが
団長が新型コロナウイルス陽性となったため4月28日に開催)にて脱退。
ベースの華凛とは大学付属の中高一貫校の同級生。幼稚園の頃からピアノを習い、
中学でギターを始める。付属大学にはクラシックギターの専攻しかなかったため、ジャズギターを専攻できる音大へ進んだ。
オリジナルのメタルバンドと並行し、活動して間もないNoGoDにサポートとして参加。のちに華凛を引き入れ正式メンバーとなるが、
NoGoDの活動が忙しくなり音大を中退した。
中学の時、レッド・ツェッペリンやディープ・パープルといったハードロック・ヘヴィメタルを聴き、音楽に目覚めた。
その他に、プログレッシブ・メタルバンドのドリーム・シアターから影響を受けている[注 4]。
上手ギター担当で、使用ギターはESPの7弦ギターオリジナルモデル。
スキッピング、タッピング、スライドの合わせ技や、オルタネイト・ピッキング、スウィープ、アルペジオなど、
多様な技巧プレイをこなす。

## ディスコグラフィ

### インディーズ

#### 配布音源
1. Strawberry night（2005年）
  - 配布シングル。現在入手不能。
2. この世界に見放されても（2006年6月20日）
  - 2006年6月20日 初単独布教「大殺界」にて配布。現在入手不能。
3. 夢の続き（2008年7月13日）
  - 2008年7月13日 初ホール単独布教　九段会館にて配布。
4. 極彩色（2009年5月4日）
  - 2009年5月4日 SHIBUYA O-EASTにて配布。

#### 参加オムニバス
- Loop of Life VI（2006年6月28日）
  - 収録曲・ノーゴッド
- 「裏★海賊盤。」No.003（2006年9月15日）
  - 収録曲・君に贈る不器用で身勝手な詩
- Shock Edge 2006（2006年10月10日）
  - 収録曲・愚蓮

### メジャー

#### シングル
| タイトル           | 発売日         | 規格     | 品番                   | JP   | 備考                                                                          |
| ------------------ | -------------- | -------- | ---------------------- | ---- | ----------------------------------------------------------------------------- |
| カクセイ           | 2010年6月9日   | CD+DVD   | KICM-91308(初回限定盤) | 51位 | メジャーデビューシングル。日本テレビ系『フットンダ』6月度エンディングテーマ。 |
| カクセイ           | 2010年6月9日   | CD       | KICM-1308(通常盤)      | 51位 | メジャーデビューシングル。日本テレビ系『フットンダ』6月度エンディングテーマ。 |
| Raise a Flag       | 2011年4月6日   | CD       | KICM-1331(Type-A)      | 40位 | 2タイプ同時発売。3トラック目はタイプによって異なる。                          |
| Raise a Flag       | 2011年4月6日   | CD       | KICM-1332(Type-B)      | 40位 | 2タイプ同時発売。3トラック目はタイプによって異なる。                          |
| 神風               | 2011年7月6日   | CD       | KICM-1341(Type-A)      | 50位 | 2タイプ同時発売。3トラック目はタイプによって異なる。                          |
| 神風               | 2011年7月6日   | CD       | KICM-1342(Type-B)      | 50位 | 2タイプ同時発売。3トラック目はタイプによって異なる。                          |
| STAND UP!          | 2012年10月10日 | CD+DVD   | KICM-91413(初回限定盤) | 33位 | 通常盤のみ「奈落」収録。                                                      |
| STAND UP!          | 2012年10月10日 | CD       | KICM-1413(通常盤)      | 33位 | 通常盤のみ「奈落」収録。                                                      |
| 神髄 -FRONTIER-    | 2013年7月24日  | CD       | KICM-1462              | 41位 |                                                                               |
| 神髄 -THE POWER-   | 2013年9月18日  | CD       | KICM-1463              | 36位 |                                                                               |
| Passion Play       | 2016年10月15日 | 配信限定 |                        |      |                                                                               |
| emotional disorder | 2016年11月12日 | 配信限定 |                        |      |                                                                               |
| Missing            | 2017年4月21日  | CD       | KICM-1765              | 60位 |                                                                               |
| Arlequin           | 2017年7月26日  | CD       | KICM-1784              | 95位 |                                                                               |
| helix              | 2020年1月8日   | CD       | NMAX-1344              |      | LIVE会場限定販売であったが、新型コロナウイルスによりKING e-SHOPでも販売。     |
| I.A.N              | 2023年10月13日 | CD       | APCRD-2201G            |      | 新体制による初音源。ライブ会場限定販売。                                      |
| Dirty & Beauty     | 2022年11月25日 | CD       | APCRD-2302G            |      | ライブ会場限定発売。                                                          |

#### フルアルバム
| タイトル         | 発売日        | 規格   | 品番                         | JP   | 備考 |
| ---------------- | ------------- | ------ | ---------------------------- | ---- | --- |
| 欠片             | 2010年8月4日  | CD+DVD | KICS-91569(初回限定盤)       | 74位 | メジャーデビューアルバム。2タイプ同時発売。                                                                                      |
| 欠片             | 2010年8月4日  | CD     | KICS-1569(通常盤)            | 74位 | メジャーデビューアルバム。2タイプ同時発売。                                                                                      |
| 現実             | 2011年8月3日  | CD+DVD | KICS-91681(初回限定盤)       | 53位 | NoGoDメジャー2ndアルバム。2タイプ同時発売。 キャッチコピーは「俺達の信念は変わらない - 神風を起こせ」。                          |
| 現実             | 2011年8月3日  | CD     | KICS-1681(通常盤)            | 53位 | NoGoDメジャー2ndアルバム。2タイプ同時発売。 キャッチコピーは「俺達の信念は変わらない - 神風を起こせ」。                          |
| V                | 2013年2月6日  | CD+DVD | KICS-91881                   | 51位 | 読み方は「ファイヴ」。 |
| V                | 2013年2月6日  | CD     | KICS-1881(通常盤)            | 51位 | 読み方は「ファイヴ」。 |
| Make A New World | 2014年9月17日 | CD     | KICS-3096                    | 36位 | 初回仕様と通常仕様でジャケットが異なる。本作で彼らとしては初のオリコン週間アルバムチャートでの50位以内へのランクインを果たした。 |
| Renovate         | 2016年3月30日 | CD     | KICS-3358                    | 38位 | |
| proof            | 2017年9月20日 | CD+DVD | KICS-93522(初回限定プレス盤) | 51位 | 通常盤のみ「DREAMER」収録。 |
| proof            | 2017年9月20日 | CD     | KICS-3523(通常盤)            | 51位 | 通常盤のみ「DREAMER」収録。 |
| NoW TESTAMENT    | 2023年4月21日 | CD     | KICS-4102                    | 96位 | |
| 神髄 -OMNIBUS-   | 2024年4月10日 | CD     | KICS-4150                    |      | |

#### ミニアルバム
| タイトル | 発売日        | 規格   | 品番                 | JP   | 備考                                                                                        |
| -------- | ------------- | ------ | -------------------- | ---- | ------------------------------------------------------------------------------------------- |
| 四季彩   | 2014年3月5日  | CD+DVD | KIZC-245〜6[visions] | 50位 | 映像DVD付の[visions]、ライブ音源、アコースティック版の音源を収録した[sounds]の2種同時発売。 |
| 四季彩   | 2014年3月5日  | CD     | KICS-3027〜8[sounds] | 50位 | 映像DVD付の[visions]、ライブ音源、アコースティック版の音源を収録した[sounds]の2種同時発売。 |
| 神劇     | 2019年4月10日 | CD     | KICS-3789            | 51位 |                                                                                             |

#### ベストアルバム
| タイトル                             | 発売日       | 規格 | 品番          | JP   | 備考                                                 |
| ------------------------------------ | ------------ | ---- | ------------- | ---- | ---------------------------------------------------- |
| VOYAGE 〜10TH ANNIVERSARY BEST ALBUM | 2015年4月8日 | 2CD  | KICS-3179〜80 | 27位 | 結成10周年を記念してリリースされたベスト・アルバム。 |

#### DVD
1. THE 10TH ATTACK LIVE TOUR 2012 THE 10TH GAME -FINAL-（2012年7月4日）-オリコン60位

#### Blu-ray
1. 単独大布教-22222- 天中殺 Nakano Sunplaza Hall 2022.4.28（2022年8月24日）

#### 参加オムニバス
1. CRUSH! -90's V-Rock best hit cover songs-（2011年1月26日）
  - 収録曲・1/3の純情な感情
2. Counteraction -V-Rock covered Visual Anime songs Compilation-（2012年5月23日）
  - 収録曲・INVOKE
3. In Other Worlds produced by マチゲリータ（2012年7月25日、団長が参加）
  - 収録曲・ツギハギ惨毒、襟首
4. V-ANIME collaboration -homme-（2014年3月26日、団長が参加）
  - 収録曲・創聖のアクエリオン
5. V-ANIME collaboration -femme-（2014年5月14日、団長が参加）
  - 収録曲・薔薇は美しく散る

## メディア

### テレビ
- フジテレビ系『教訓のススメ』（2013年11月3日、団長が出演）
- 日本テレビ『月曜から夜ふかし』（2025年7月14日、団長が出演）

### ラジオ
- 東海ラジオ放送『NoGoDのギンギン☆ふらいでぇ〜』（2011年4月4日 - 2014年12月26日）
- ニッポン放送『NoGoD団長のオールナイトニッポン0(ZERO)』（2013年4月1日 - 2014年3月24日、団長が出演）

## 書籍
- アーティスト・ブック『団長魂』 2014年2月10日、フールズメイト ISBN 978-4938716837